# Morgana Lefay
Morgana Lefay это шведская трэш и пауэр-метал-группа из Боллнеса. В 1986 году была образована группа Damage, которая в 1989 сменила название на Morgana Lefay. Первый альбом, Symphony of the Damned был записан своими силами в 1990 году, тираж составил всего 537 копий. Успех альбома позволил группе начать работу с Black Mark Records. В 1997 году группа разделилась, причём право на оригинальное название осталось у одной части, а желание исполнять музыку — у другой. В результате новая группа получила название Lefay и сменила лейбл на Noise Records. Под этим названием они выпустили 3 альбома. В 2004 году они возобновили работу со старым лейблом, права на старое название получили также. Последний альбом, Aberrations Of The Mind был записан в 2007 году.
На обложках всех альбомов группы всегда присутствует в том или ином виде изображение песочных часов.

## Текущий состав
- Чарльз Ритконен — Вокал (1989 -)
- Тони Эрикссон — Гитара (1989 -)
- Питер Грен — Гитара и бэк-вокал (1998 -)
- Фредрик Ландберг — Бас-гитара и бэк-вокал (2003 -)
- Пелле Акерлинд (экс-Bloodbound) — Ударник и бэк-вокал (2006 -)

### Бывшие участники
- Стефан Джонссонn — Гитара (1986—1989)
- Томми Карппанен — Гитара (1989—1994)
- Дэниел Перссон — Гитара (1994—1997)

- Иоаким Лундберг — Бас-гитара (1986—1991)
- Иоаким Хедер — Бас-гитара (1991—1997)
- Мике Азенторп — Бас-гитара (1997—2003)

- Йонас Сёдерлинг — Ударник (1986—1997)
- Робин Енгстрём — Ударник (1998—2006)

## Дискография
- Symphony of the Damned 1990
- Knowing Just as I 1993
- The Secret Doctrine 1993
- Sanctified 1995
- Maleficium 1996
- The Seventh Seal 1999
- S.O.S. 2000
- Grand Materia 2005
- Aberrations Of The Mind 2007